# Mal del plom
El mal del plom o malaltia del plom dels fruiters és una malaltia de les plantes produïdes pel fong basidiomicot Chondrostereum purpureum (= Stereum purpureum). El mal del plom causat per aquest fong es diferencia del mal del plom causat per les altes temperatures de l'estiu. Afecta a plantes llenyoses, principalment els fruiters de la família de les rosàcies especialment del gènere Prunus (albercoquer, cirerer, presseguer, prunera, etc.), per això els cirerers i pruneres s'esporguen a l'estiu en lloc de fer-ho a l'hivern quan les ferides de l'esporga poden ser entrada d'aquest i altres fongs. A més dels fruiters el mal de plom parasitari també ataca moltes altres espècies d'arbres de fulla plana (altres del gènere Prunus, pomera, perera, salze, pollancre, auró, roure, plataner, om, lilà, i molts altres). Ocasionalment també afecte les conífers (avet, Picea, Thuja, ...).

## Simptomatologia

### Fulles
Aquesta patologia provoca una coloració metàl·lica de les fulles que agafen un aspecte argentat o de plom. Aquest aspecte es deu a la dissolució del compostos pèctics de la capa mitjana de la fulla, amb la formació d'extenses zones llacunoses i, per tant, d'infltració d'aire. Tot seguit les fulles es deformen amb butllofes, es repleguen i cauen anticipadamen. Si són danyades de manera precoç, les fulles aturen el seu desenvolupament i queden molt petites. Tot això fa reduir l'activitat de la fotosíntesi.

### Branques i tronc
El fong arriba al xilema i de fet el fong es troba principalment al tronc i branques. Els danys, en xilema i floema, poden arribar a matar tota la planta.

## Fructificació del fong
Els carpòfors emergeixen de l'escorça de la planta que pot estar molt danyada o bé ja morta i són el mitjà de difusió del fong del mal del plom. Dels seus basidis es formen les basisiòspores.

## Epidemiologia
Les basidiòspores del fong es difonen gràcies al vent. Les basidiòspores penetren a la planta per una ferida i fan un promiceli que es ramifica repetidament i penetra en les cèl·lules de la fusta fent una necrosi. La planta reacciona produint barreres de goma però que no resulten poc eficaces per aturar la infecció. El miceli, fins a cert punt, progressa també cap a l'exterior trencant l'escorça i fent carpòfors.
El decurs de la malaltia pot ser crònic o agut; en el primer cas la malaltia pot durar diversos anys, en canvi en el segon la planta mor ràpidament sense arribar a mostrar els símptomes clàssics de fulles arentades. La penetració per les arrels és força rara.

## Lluita
No hi ha principis actius químics contra aquesta malaltia i la lluita es basa principalment en criteris preventius. És de principal importància la certificació de la sanitat del material de propagació de les plantes. En l'esporga cal desinfectar els talls amb fungicides (derivats del coure) per evitar la difusió del fong. Si s'ha de desinfectar un terreny afectat es pot der amb metam-sodi.